# Remparts d'Angoulême
Les remparts d'Angoulême ceignent la ville historique d'Angoulême, juchée sur un plateau dominant la vallée de la Charente, dans le Sud-Ouest de la France. Ils datent principalement des IXe et XIIIe siècles, mais ont été défaits et refaits à plusieurs époques.
Ils sont inscrits au titre des monuments historiques depuis 1958.

## Localisation
Les remparts ceignent le centre de la ville historique d'Angoulême, qui occupe le sommet d'un plateau allongé qui forme une avancée entre deux vallées, celle de la Charente au nord et à l'ouest, et l'Anguienne petit affluent au sud, formant ainsi un site défensif longtemps disputé au fil de l'histoire, capitale de l'ancienne province d'Angoumois.
Le plateau d'Angoulême surplombe d'environ 70 à 80 m ces vallées par des pentes assez escarpées, et il est rattaché au reste du plateau en direction de Soyaux au sud-est par un isthme d'une centaine de mètres de large,.

## Histoire

### Époque gallo-romaine
Le plateau d'Angoulême fut occupé depuis le Néolithique et l'âge du bronze, et était un oppidum pendant la période gauloise, mais on ignore tout de ses fortifications à cette époque. Les premiers remparts dont subsistent des vestiges auraient été édifiés à une date indécise, vers la fin du IIIe siècle ou début du IVe siècle, en même temps que ceux d'autres villes de l'Aquitaine seconde : Saintes, Bordeaux, Périgueux, Poitiers… Angoulême (Iculisma) a été promue comme chef-lieu de cité (civitas) pendant le Bas-Empire, notamment grâce à sa position de site défensif. La superficie protégée est remarquable par son ampleur : 2 280 m de pourtour, et 24 à 25 ha de superficie,.
Toute la superficie n'était pas protégée, le rempart coupait le plateau en deux et reliant du niveau du marché couvert (emplacement de l'ancien ancien châtelet) en ligne droite jusqu'à l'hôtel de ville (emplacement de l'ancien château), puis le long de l'actuelle place New York jusqu'à l'ancienne porte Saint-Vincent, située près de la statue du président Carnot, et ensuite suivait le bord du plateau jusqu'à l'ancien châtelet. 

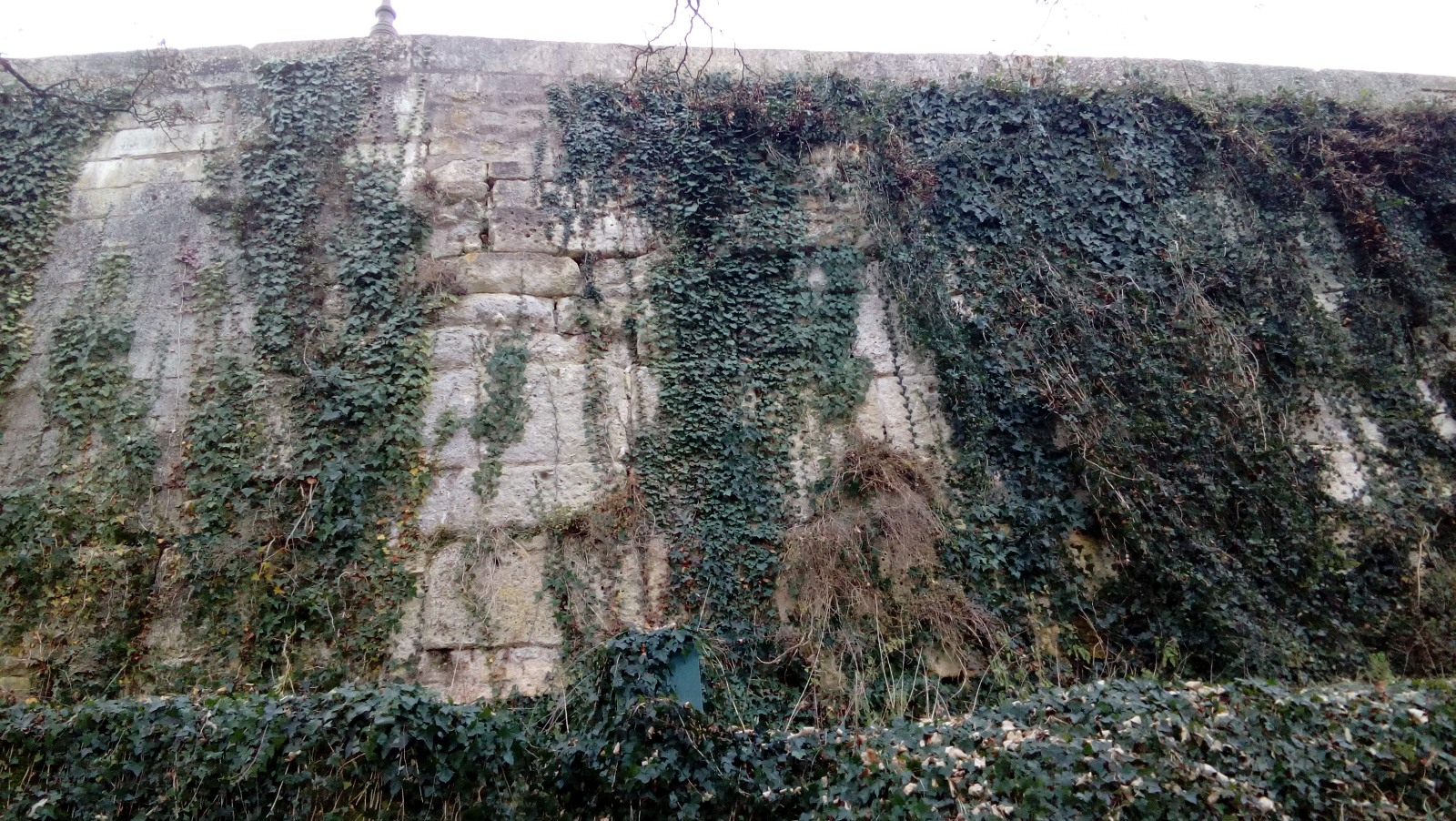
Vestiges du rempart gallo-romain

Des vestiges de la muraille gallo-romaine restent visibles sous le rempart actuel au nord-ouest du plateau,. Ce rempart comportait des parements appareillés, entre lesquels le colmatage était constitué de blocs dont des éléments sculptés et des inscriptions venant de la démolition des monuments publics et funéraires. Beaucoup de ces blocs sont exposés au musée de la Société archéologique et historique de la Charente.

### Moyen Âge

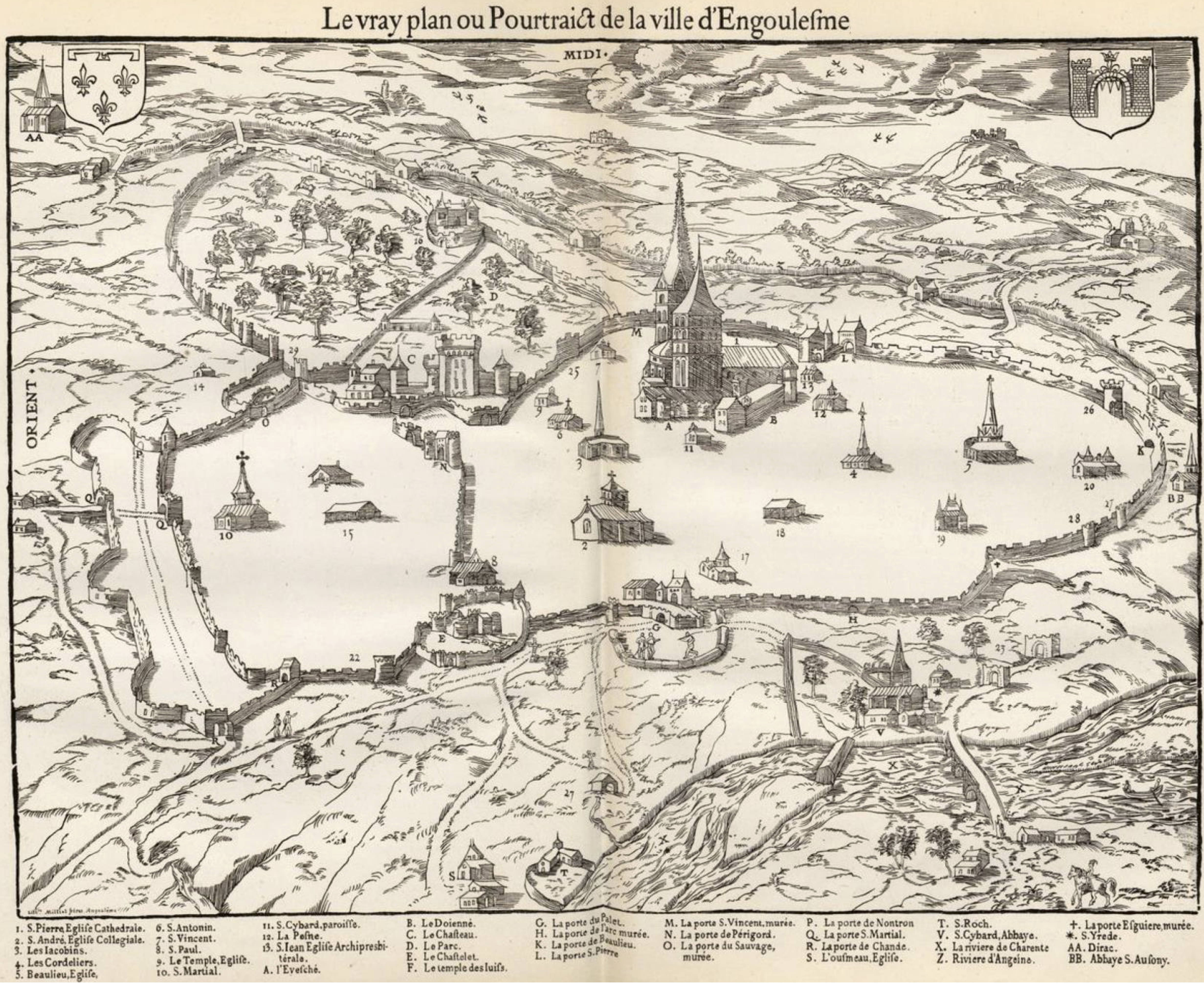
Plan Belleforest des remparts d'Angoulême de 1575

### Époque moderne
Afin de permettre le développement de la ville au XIXe siècle, les remparts ont été arasés à hauteur d'un mètre, et les portes démolies.